# Pío Baroja
Pío Baroja y Nessi  (São Sebastião, 28 de dezembro de 1872 – Madrid, 30 de outubro de 1956) foi um escritor espanhol da chamada Geração de 98. Foi irmão do pintor e escritor Ricardo Baroja e tio do antropólogo Julio Caro Baroja e do diretor de cine e guionista Pío Caro Baroja.

## Biografia
Pío Baroja pertenceu a famílias conhecidas em São Sebastião relacionadas ao jornalismo e aos negócios de imprensa. O seu bisavô paterno, Rafael, foi em Oiartzun impressor de jornal durante a guerra contra Napoleão. O seu avô do mesmo nome, Pío Baroja, editou em São Sebastião o jornal El Liberal Guipuzcoano (1820–1823) durante o Triênio Liberal e imprimiu a Historia de la Revolución francesa de Thiers em doze tomos, com tradução de Sebastián de Miñano y Bedoya.
O seu primeiro sobrenome é de origem basca, embora de etimologia incerta. Nas suas Memórias o próprio Dom Pío aventura uma fantástica etimologia, segundo a qual "Baroja" seria um apócope de (i)bar (h)otza, que em basco significa 'vale frio' ou 'rio frio'. Também poderia proceder de "Bar" + "oitz", rio vermelho.
Pío foi o terceiro de três irmãos: Darío, que faleceu ainda novo em 1894; Ricardo, que seria no futuro também escritor e um importante pintor, conhecido sobretudo pelas suas água-fortes, e Pío, o irmão menor, que deixaria a profissão de médico pela de romancista cerca de 1896. Já muito depois, nasceu Carmen. O pai dos Baroja, Serafín, era, bem como homem inquieto e jornalista de ideias liberais, um engenheiro de minas do Estado, o qual levou a família a constantes mudanças de residência por toda Espanha. Aos sete anos marchou com a sua família para Madrid, onde o pai obteve um posto no Instituto Geográfico e Estadístico; porém, voltaram a Pamplona e outra vez novamente a Madrid. Baroja foi afeiçoado à literatura enquanto era novo. Livrou-se do serviço militar, que rejeitava. Em 1891 terminou a carreira de medicina em Valência e doutorou-se em 1894 em Madrid com uma tese sobre A dor, estudo psicofísico.

## Formação acadêmica
Como estudante não se destacou, mais por falta de interesse do que de talento; nenhuma profissão lhe atraía, apenas gostava de escrever. Decidiu-se a publicar no final do século XIX, quando regia uma padaria propriedade de um tio seu. Naquele então leu filosofia alemã (Immanuel Kant e Arthur Schopenhauer), inclinando-se pelo pessimismo do  autor germano; o seu amigo suíço Paul Schmitz introduzi-lo-ia mais tarde na filosofia de Nietzsche. Era um homem de pensamento e não de ação.
Após defender a sua tese, marchou nesse mesmo ano de 1894 para Zestoa, em Guipúscoa, para um posto de médico. Essa vida parecia-lhe monótona, dura e não muito bem remunerada; preferia voltar a Madrid e intentá-lo como escritor; teve alguma diferença de critério com o médico velho, com o prefeito, com o pároco e com o setor católico da povoação, que o acusava de trabalhar os domingos no seu jardim e de não ir a missa; nunca simpatizou com a Igreja desde a sua mesma infância, como conta numa das suas autobiografias, Juventud, egolatria. Após passar um ano ali voltou para São Sebastião, disposto a provar sorte no mundo literário, e encontrou a sua oportunidade em Madrid, onde o seu irmão Ricardo dirigia uma padaria que uma tia materna lhes legara; Ricardo tinha-lhe escrito que estava cheio disso e queria deixá-lo, e Pío decidiu encarregar-se ele próprio da padaria. Instalado em Madrid, começou a colaborar em jornais e revistas, simpatizando com as doutrinas sociais anarquistas, mas sem militar abertamente em nenhuma. Assim como o seu contemporâneo Miguel de Unamuno, abominou do nacionalismo basco, contra o qual escreveu a sátira Momentum catastrophicum.

## Escritor
Em 1900 publicou o seu primeiro livro, uma recopilação de contos intitulada Vidas sombrias, a maioria compostos em Zestoa sobre gentes dessa região e as suas próprias experiências como médico. Nesta obra encontra-se o gérmen das obsessões que refletiu nos seus romances posteriores. O livro foi comentado por prestigiosos escritores como Miguel de Unamuno, por Azorín e por Benito Pérez Galdós. Baroja foi assim acercando-se cada vez mais ao mundo literário e abandonando o negócio de padaria até o deixar por completo. Estreitou uma especial amizade com o anarquista José Martínez Ruiz, mais conhecido como Azorín, e fez, impulsionado por ele, alguma tentativa de entrar na política, apresentando-se de vereador em Madrid e de deputado por Fraga, mas fracassou. Ao acercar-se Azorín ao partido de Antonio Maura, rompeu a sua antiga amizade. Também cultivou a amizade de Maeztu. Com ele e Azorín formaram durante um breve período o grupo dos Três.
Em princípios do século XX (1903) esteve em Tânger como jornalista. Viajou depois por toda Europa (residiu várias vezes em Paris, esteve algum tempo em Londres, e passou pela Itália, Bélgica, Suíça —onde teve um grande amigo, o filo-nazi nietzschiano Paul Schmitz—, a Alemanha, Noruega, Holanda e Dinamarca) e acumulou uma impressionante biblioteca especializada em ocultismo, bruxaria e história do século XIX, que instalou num velho casario do século XVII que comprou em Vera de Bidasoa e restaurou, onde passava os verões com a sua família.
Elegeu Navarra para veranear. Isto salvou-lhe a vida em 1936 permitindo-lhe fugir para França após o golpe de estado de 18 de Julho. Passou uma noite detido por carlistas, por ser agnóstico.
Em 1921 foi operado de próstata. Sempre negou a existência da "Geração de 98" por considerar que careciam os seus pretendidos componentes das necessárias afinidades e similaridades.
A sua principal contribuição para a literatura, como ele próprio confessava em Desde a última volta do Caminho (as suas memórias compendiadas, Ed. Tusquets, 2006), é a observação e valoração objetiva, documental e psicológica da realidade que o rodeou. É um mito a sua misoginia, tendo descrito numerosas personagens femininas encantadoras ou sem denigração alguma para estas,.
Nos seus romances refletiu uma filosofia realista, produto da observação psicológica e objetiva, impregnada talvez com o profundo pessimismo de Arthur Schopenhauer, mas que pregava em alguma forma uma espécie de redenção pela ação, na linha de Friedrich Nietzsche: daí as personagens aventureiras e vitalistas que inundam a maior parte dos seus romances, mas também os mais escassos abúlicos e desenganados, como o Andrés Hurtado de O árvore da ciência ou o Fernando Ossorio de Caminho de perfeição (paixão mística). Ideologicamente, terminou por se identificar com as doutrinas liberais e por abominar do Comunismo, embora, sem abandonar em nenhum momento as suas ideias anticlericais, foi -somente de nome- cofundador em 11 de fevereiro de 1933 da Associação de Amigos da União Soviética, criada em uns tempos em que a direita condenava os relatos sobre as conquistas e os problemas do socialismo na URSS. Em 1935 foi admitido na Real Academia Espanhola; foi acaso a única honra oficial que lhe foi dispensada.

## Guerra Civil
Quando estourou a Guerra Civil veraneava na sua casa de Vera de Navarra, ao pé da fronteira com França. Foi detido pela coluna carlista que desde Pamplona se dirigia a Guipúscoa. Após passar um dia em prisão, foi liberto por intervenção do militar Carlos Martínez Campos, duque da Torre (anos mais tarde preceitor do príncipe da Espanha, Juan Carlos). Trasladou-se imediatamente para França num automóvel, estabelecendo-se em Paris, no Colégio da Espanha da Cidade Universitária, graças à hospitalidade que lhe ofereceu o diretor desse colégio.
No período 1936–1939 regressou à Espanha ("zona nacional") várias vezes, e uma delas foi a Salamanca (janeiro de 1938) para jurar como membro do recém criado Instituto da Espanha e para gerir a publicação de artigos jornalísticos muito críticos com a República em geral e com os políticos republicanos.

## Pós-guerra
De algum jeito, a sua melhor literatura termina com a Guerra, salvo a composição das suas memórias Desde a última volta do caminho, um dos melhores exemplos de autobiografia em língua castelhana.
Terminada a Guerra Civil, residiu ainda uma curta época na França e estabeleceu-se mais tarde definitivamente entre Madrid e Vera de Bidasoa. Seguiu escrevendo e publicando romances, as suas Memórias (que atingiram grande sucesso) e uma edição das suas Obras completas. Sofreu alguns problemas com a censura, que não permitiu publicar o seu romance sobre a Guerra Civil, Misérias da guerra, nem a sua continuação, Os caprichos da sorte. A primeira foi publicada pelos seus sucessores em 2006. Susteve no seu domicílio de Madrid uma tertúlia, na qual participavam diversas personalidades, entre elas romancistas como Camilo José Cela, Juan Benet e outros.
A sua irmã Carmen faleceu em 1949 e o seu irmão Ricardo em 1953. 
Afetado pela arteriosclerose, faleceu em 1956 e foi enterrado no Cemitério Civil de Madrid (junto à Almudena) como ateu, com grande escândalo da Espanha oficial, apesar das pressões que recebeu o seu sobrinho, o antropólogo Julio Caro Baroja, para que renunciasse à vontade do seu tio. Contudo, o então ministro de Educação Nacional, Jesús Rubio García-Mina, assistiu na sua qualidade de tal ao enterro. O seu ataúde foi levado a ombros entre outros por dois dos seus admiradores, Ernest Hemingway e Camilo José Cela. Também o escritor norte-americano John Dos Passos declarou a sua admiração e a sua dívida com o escritor.

## Obra
Baroja cultivou preferentemente o gênero narrativo, mas acercou-se também com frequência ao ensaio e ocasionalmente ao teatro, a lírica (Canciones del suburbio) e a biografia.
O próprio autor agrupou os seus romances, um pouco arbitrariamente, em nove trilogias e uma tetralogia, embora seja difícil distinguir que elementos podem ter em comum: Terra vasca, A luta pela vida, O passado, O mar, A raça, As cidades, Agonias do nosso tempo, A selva obscura, A juventude perdida e A vida fantástica.
Entre 1913 e 1935 apareceram os 22 volumes de um longo romance histórico, Memórias de um homem de ação, baseada na vida de um antepassado seu, o conspirador e aventureiro liberal e mação Eugenio de Aviraneta (1792–1872), através do qual reflete os acontecimentos mais importantes da história espanhola do século XIX, desde a Guerra da Independência até a regência de Maria Cristina, passando pelo turbulento reinado de Fernando VII.
Baroja apareceu publicado em 1938 na editorial Reconquista: Comunistas, judíos y demás ralea, livro formado por fragmentos de obras e artigos de Baroja anteriores a 1936 e do tempo da própria guerra.
Baroja publicou também contos, como os que recolheu em Vidas sombrias (1900) e Idílios vascos (1902); livros autobiográficos e de memórias (Juventud, egolatria e os oito volumes Desde a última volta do caminho. Para além disso, redigiu biografias como Juan van Halen ou Aviraneta ou a vida de um conspirador (1931); ensaios, como O travado de Arlequim (1904), A caverna do humorismo (1919), Momentum catastrophicum, etc., e algumas obras dramáticas.
Defensor de um romance aberto, pois considera esta como um fluir em sucessão ("O romance em geral é como a corrente da história: não tem princípio nem fim; começa e acaba onde se quiser."), compõe as suas obras através de uma série de episódios dispersos, unidos, muitas vezes, pela presença de uma personagem central.
A maior parte das personagens barojianas são seres inadaptados, que se opõem ao ambiente e a sociedade na que vivem, embora impotentes, incapazes de demonstrar energia suficiente para levar longe a sua luta, acabam frustrados, vencidos e destruídos, ocasionalmente fisicamente, em muitas outras moralmente, e, em consequência, condenados a submeter-se ao sistema que recusaram.
O cepticismo barojiano, a sua ideia de um mundo que carece de sentido, a sua falta de fé no ser humano levam-no a recusar qualquer possível solução vital, quer religiosa, quer política ou filosófica e, por outro lado, conduzem-no a um individualismo pessimista.
Baroja tinha forma de escrever de tendência antirretórica, e recusava os longos e labirínticos períodos dos prolixos narradores do Realismo, assim como o afã de criar o que denominava uma "retórica de tom menor", caracterizada por:
- Emprego do período curto;
- simplicidade e economia expressiva;
- Impressionismo descritivo: seleção de traços significativos mais que reprodução fotográfica ao pormenor característica dos minuciosos e documentados narradores do Realismo;
- Tom azedo, seleção de um léxico que degrada a realidade a tom com a atitude pessimista do autor;
- Breves ensaios e intensos intermédios líricos;
- Tempo narrativo rápido, crono-topo dilatado;
- Diálogos respeitosos com a oralidade e a naturalidade;
- Desejo de exatidão e precisão, traços estilísticos que conferem a amenidade, o dinamismo e a sensação de naturalidade e vida que o escritor visava para os seus romances;

Cabe destacar-se também a sua colaboração com o cine nas duas adaptações do seu romance Zalacaín o aventureiro.